# Lancina Karim Konate
Lancina Abdoul Karim Konate (ur. 20 maja 1987 w Niamey) – piłkarz nigerski grający na pozycji lewego obrońcy lub środkowego pomocnika. Od 2019 roku jest piłkarzem klubu US Acli Metz.

## Kariera klubowa
Karierę piłkarską Karim Konate rozpoczął w klubie Sahel SC ze stolicy kraju Niamey. W jego barwach zadebiutował w sezonie 2005/2006 w pierwszej lidze nigerskiej. Grał w nim do 2007 roku. W sezonie 2006/2007 wywalczył z Sahel tytuł mistrza Nigru.
Latem 2007 Karim Konate został zawodnikiem kameruńskiego Cotonsportu Garua. W 2008 roku wywalczył z nim mistrzostwo Kamerunu oraz zdobył Puchar Kamerunu. W tym samym roku wystąpił w przegranym dwumeczu finału Ligi Mistrzów z Al-Ahly Kair (0:2, 2:2). Na początku 2009 roku przeszedł do libijskiego Al-Ittihad Trypolis. W 2009 i 2010 roku został z nim mistrzem Libii oraz zdobył Puchar Libii w 2009. Latem 2010 wrócił do Cotonsportu Garua. W sezonach 2010/2011 i 2013 wywalczył z nim dwa mistrzostwa Kamerunu, a w sezonie 2010/2011 zdobył z nim również krajowy puchar. W sezonie 2013/2014 grał w FC Metz, a w sezonie 2014/2015 w SAS Épinal. W latach 2015–2017 występował w ES Thaon-les-Vosges, a w latach 2017-2018 w AS Pagny sur Moselle. W 2019 przeszedł do US Acli Metz.

## Kariera reprezentacyjna
W reprezentacji Nigru Karim Konate zadebiutował 2 września 2006 roku w przegranym 0:2 meczu kwalifikacji do Pucharu Narodów Afryki 2008 z Nigerią, rozegranym w Abudży. W 2012 roku został powołany do kadry na Puchar Narodów Afryki 2012, a w 2013 na Puchar Narodów Afryki 2013. Od 2006 do 2016 rozegrał w kadrze narodowej 50 meczów i strzelił 1 gola.